# Eleonora Ziemięcka
Eleonora Ziemięcka (ur. w 1819 we wsi Jasieniec na Mazowszu, zm. 23 września 1869 w Warszawie) z domu Gagatkiewicz – filozofka chrześcijańska i publicystka, uznawana za pierwszą polską filozofkę .

## Życie

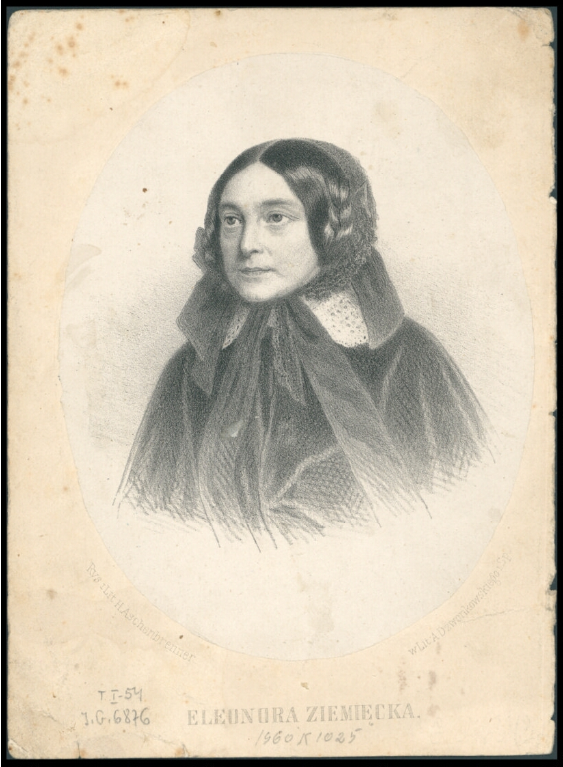
Eleonora Ziemięcka, ok. 1858 (litografia Henryka Aschenbrennera)

Eleonora Gagatkiewicz urodziła się w majątku Jasieniec, który należał do Ewy z Okęckich Łuszczewskiej (siostry Antoniego Onufrego Okęckiego), a ojciec Eleonory był jego administratorem. Jej wykształceniem zajęła się babka, Eleonora z Grabskich Łuszczewska, kładąc nacisk na znajomość współczesnych poetów (dzieła Adama Mickiewicza, Józefa Bohdana Zalewskiego i Franciszka Karpińskiego). Dzięki temu i późniejszemu samodzielnemu kształceniu, Eleonora Gagatkiewicz uzyskała niezwykłą dla kobiety swoich czasów szeroką kulturę umysłową.
Już w 1830 (mając 11 lat), jako Eleonora G., opublikowała pierwsze artykuły w „Dzienniku dla Dzieci” pod redakcją Stanisława Jachowicza, które spotkały się z życzliwym odbiorem. Z czasem stała się nie tylko korespondentką, ale i stałym współpracownikiem. Gagatkiewicz pisała utwory literackie (bajki, przypowieści), jak i publicystyczne (O historii polskiej, Odezwa do kobiet za mową ojczystą, O nagrodach pieniężnych za chlubne postępki).
W 1833 zaczęła pisać artykuły do „Tygodnika Polskiego”, a później do „Magazynu Powszechnego” i „Pierwiosnka”. W 1834 wyszła za mąż za A. Ziemięckiego. Jej szwagierką została Kazimiera Ziemięcka, entuzjastka i działaczka pedagogiczna. Eleonora z mężem wyjechała po ślubie do Drezna, gdzie przebywali do 1840. Następnie osiedli w Warszawie.
W tym okresie zaangażowała się w działalność wydawniczą (od 1842 wydaje czasopismo Pielgrzym), społeczną i filozoficzną. Wydaje liczne książki, w tym swoje najważniejsze prace filozoficzne. 
W latach sześćdziesiątych XIX w. Ziemięcka zapadła na zdrowiu, pozostając jednak nadal aktywną. Zmarła w 1869. Spoczywa na cmentarzu Powązkowskim w Warszawie (kwatera 25, rząd 4, grób 10).

## Dzieło

### Krytyka heglizmu
W tym okresie zaczęła się interesować filozofią, początkowo pismami Johna Locke’a, Étienne de Condillaca i francuskich spirytualistów, następnie zaś filozofią niemiecką: Kantem, Heglem i Schellingiem. Odwołania do tych filozofów pojawiają się w jej publikowanych w „Pierwiosnku” relacjach z podróży.
Na początku lat trzydziestych XIX w. wśród polskiej inteligencji zaczęły rosnąć wpływy heglizmu, które konserwatywne kręgi postrzegały jako zagrożenie dla tradycyjnego systemu wartości i porządku społecznego, a także nieuprawnione wkraczanie w domenę wiary religijnej. Stąd też zaczęto szukać sposobu powstrzymania tej „zarazy niemieckiej”. Ziemięcka była związana z tymi konserwatywnymi kołami Królestwa Polskiego, szczególnie ze środowiskiem katolickich tradycjonalistów skupionych wokół „Tygodnika Petersburskiego” i określanym jako „koteria Petersburska”. Należeli do niej Henryk Rzewuski, biskup Ignacy Hołowiński, Stanisław Chołoniewski i Michał Grabowski. Ziemięcka do grupy nie należała (nie publikowała w Tygodniku), lecz była im bliska, a członkowie koterii wspomagali ją w jej działaniach. W przeciwieństwie do wielu członków koterii, Ziemięcka nie była skrajna w swoim tradycjonalizmie, szukając syntezy nowych prądów intelektualnych z polskimi tradycjami i religijnością. Nie podzielała też ich serwilizmu wobec carskiej Rosji.

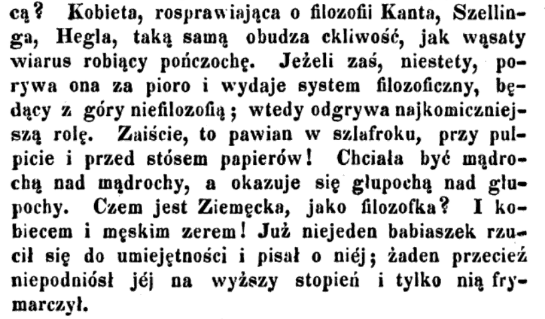
Bronisław Ferdynand Trentowski, „Chowanna”, t. 2, Poznań 1846, s. 503

Zbliżenie z koterią petersburską związane było u Ziemięckiej z końcem fascynacji filozofią Hegla, w kierunku stanowiska konserwatywnego i katolickiego. Autorka podjęła się krytyki filozofii niemieckiej i obecnych w niej tendencji panteistycznych. W swojej pierwszej pracy filozoficznej, Myśli o filozofii, ogłoszonej w „Bibliotece Warszawskiej” w 1841, Ziemięcka wystąpiła z krytyką Hegla, broniąc autonomii sfery religijnej. Jako pozytywny przykład wskazywała z kolei na filozofię Immanuela Kanta, który wskazywał, że rozum ma swoje nieprzekraczalne granice. Wraz z tą publikacją, Ziemięcka stała się pierwszą polską filozofką. Jej publikacja spotkała się z szeroką krytyką i kpinami, ze strony m.in. Bronisława Trentowskiego, Edwarda Dembowskiego, Fryderyka Henryka Lewestama. Szczególnie ostro wypowiadał się Trentowski, którego zdaniem Ziemięcka dowiodła, że kobiety nie mogą zajmować się filozofią, a mogą się stać jedynie „nieprzyjaciółkami filozofii”.

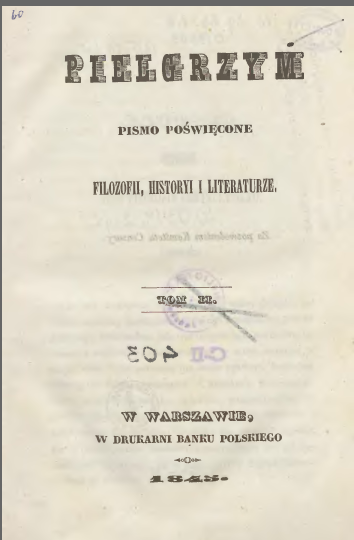
Strona tytułowa „Pielgrzyma” (2/1843)

W 1842 Ziemięcka założyła czasopismo „Pielgrzym”, mające profil konserwatywno-katolicki. W piśmie publikowała teksty literackie, filozoficzne i publicystyczne, często przekłady z francuskiej literatury religijnej. Jego zadaniem było przeciwstawienie się rozprzestrzenianiu się niebezpiecznych idei filozoficznych wśród Polaków. Pismo redagowane było sucho i mało atrakcyjnie, i pomimo poparcia Józefa Ignacego Kraszewskiego, Ignacego Hołowińskiego i Konstantego Świdzińskiego, zakończyło działalność w 1846 .

### Kwestia kobieca
Działalność filozoficzna i redaktorska Ziemięckiej odbiła się szerokim echem. W swojej epoce była osobą wyjątkową, potwierdzającą swoją działalnością, że kobiety mogą zajmować się nauką. Drugim istotnym polem działalności Ziemięckiej była kwestia kobieca, w szczególności problem edukacji kobiet.
Pierwsze teksty na temat kwestii kobiecej publikowała już w wieku 14 lat w Tygodniku Polskim (Listy o wychowaniu kobiet). Te młodzieńcze idee były przez nią później rozwijane. 
1842 Ziemięcką spotkała Narcyza Żmichowska, młoda autorka, która zadebiutowała rok wcześniej w „Pierwiosnku”. Żmichowska była zafascynowana osobą Ziemięckiej i przez pewien czas pozostawała pod jej wpływem. Ziemięcka opublikowała w „Pielgrzymie” szereg jej tekstów literackich, a pismo stało się jednym z istotnych miejsc w których podejmowano tematykę kobiecą .
W 1843 Ziemięcka wydała Myśli o wychowaniu kobiet, w których domagała się podniesienia poziomu moralnego kobiet, kształtowania cnót, wyrobienia charakteru, ale także, co stanowiło istotną nowość, wykształcenia. Jej zdaniem wychowanie kobiet wymagało reformy, dzięki której wraz z rozwojem uczuć, rozwijano by też umysł. Krytykowała nadmierną „imaginację” wywołaną czytaniem powieści romansowych. Miały one odrywać kobiety od rzeczywistości, pobudzając ich emocjonalność i powodując „egzaltację uczuć”, które stają się źródłem rodzinnych i życiowych tragedii. Z tego powodu, konieczne jest kształcenie kobiet, które jednak oprócz rozwoju intelektualnego, miałoby na celu ich rozwój moralny.
Stopniowo Żmichowska odsuwała się od Ziemięckiej, gromadząc wokół siebie środowisko określane jako entuzjastki, które wyraźniej formułowało program emancypacji kobiet. Z czasem znajomość Ziemięckiej i Żmichowskiej została zupełnie zerwana. Istotną kwestią różniącą obie autorki był stosunek do chrześcijaństwa. Żmichowska bardziej ceniła niezależność i nie podzielała katolickiej perspektywy Ziemięckiej. Ponadto, Żmichowska nie mogła zaakceptować ingerencji Ziemięckiej w swoje teksty. 
W wydanych w 1860 Studiach Ziemięcka zamieściła Słówko o kobiecie, w którym rozwinęła myśl wyrażoną w Zarysie filozofii katolickiej (1857): wszystko co w tej pracy powiedziała o jednostce, w sensie społecznym czy dziejowym, odnosi się również do kobiety. Ziemięcka sprzeciwiła się postrzeganiu kobiety zarówno jako istoty nieziemskiej, anielskiej jak i istoty niższej, czy gorszej od mężczyzny. Wskazywała, że powinno się uznać równą godność kobiety i mężczyzny, a kobieta powinna zachować swoją osobową odrębność również w małżeństwie i rodzinie. Uzasadnienie jej twierdzeń miało podbudowę religijną. „Nawet w rodzinie kobieta ginąć nie powinna, nawet wobec przywiązania do męża i narzeczonego nie powinna tracić swobody i godności istoty, która prawdziwie i rzeczywiście do Boga tylko należy”.
W latach sześćdziesiątych XIX w. Ziemięcka podjęła się edycji podręcznika Kurs nauk wyższych dla kobiet i przed jej śmiercią ukazały się części poświęcone estetyce i psychologii (1863–1864) .
Jest sprawą dyskusyjną, jakie jest miejsce Ziemięckiej w historii ruchu kobiecego w Polsce i jaki jest charakter jej twórczości na ten temat. Wskazywano, że Ziemięcka wspierała obraz kobiety-ofiary i cierpiętniczki. Taka interpretacja jest jednak sporna. Dyskutowane jest również zaliczanie jej do początków feminizmu w Polsce. Mimo bowiem jej wypowiedzi na rzecz uznania godności kobiet i podniesienia ich wykształcenia, krytykowała szerszy ruch emancypacji.

### Filozofia chrześcijańska

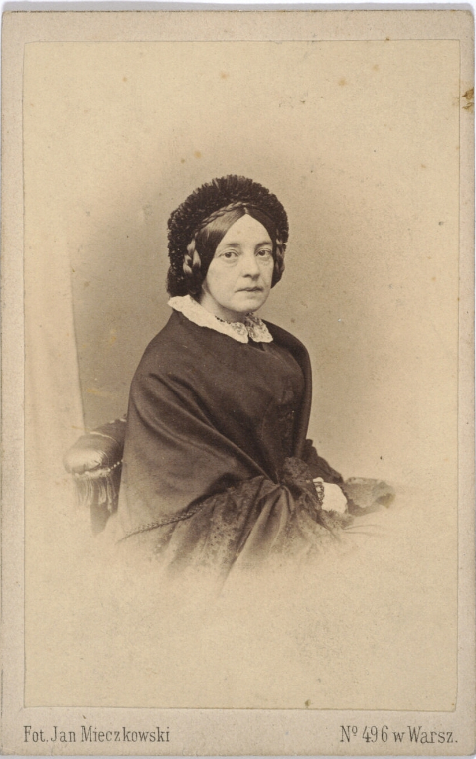
Eleonora Ziemięcka ok. 1865 (fotografia na papierze albuminowym)

Pełniejszym wykładem własnych poglądów filozoficznych były Zarysy filozofii katolickiej w czterech poglądach zawarte (Warszawa, 1857). Umieszczały one Ziemięcką w nurcie filozofii chrześcijańskiej (w szczególności katolickiej) i czerpały z dzieł Nicolasa de Malebranche, A.J.A. Gratry’ego i teologów katolickich . Niektórzy badacze zaliczają ją także do mesjanizmu. W swoich pracach autorka starała się godzić wiarę z rozumem . Dzieło podzielone było na cztery części: dotyczące świata przyrodniczego, rozumu i woli (łączyła tu tomistyczne poglądy na temat duszy z romantycznym irracjonalizmem i współczesnym jej spirytualizmem), świata objawionego (kwestia opatrzności Bożej, relacje wiary i rozumu) oraz świata społecznego (pozytywna rola religii w postępie społecznym).
W latach sześćdziesiątych XIX w. zapadła na zdrowiu, pozostając jednak nadal aktywną. W 1860 wydała swoją ostatnią większą pracę oryginalną: Studja, zawierające analizy Kursów Adama Mickiewicza, Dumań Józefa Gołuchowskiego i inne jej opracowania . W latach 1862–1863 ukazał się wybór prac Julesa Simona, Émile’a Saisseta i Amédée Jacquesa w jej przekładzie (dwa tomy Przewodnika filozofji) oraz dwa tomy Kursu nauk wyższych dla kobiet (Warszawa, 1864) . Spoczywa na cmentarzu Powązkowskim w Warszawie (kwatera 25, rząd 4, grób 10).

### Literatura
Oprócz juweniliów literackich publikowanych w Dzienniku dla Dzieci, Ziemięcka jest autorką dwóch tomów Powiastek ludowych (1860–1861). Przetłumaczyła również powieść Kalista Johna Henry’ego Newmana (1858)  oraz napisała szereg studiów krytycznoliterackich. W programowym artykule Eleonora Sztyrmer i literatura powieściowa w ogólności („Pielgrzym”, 1845) krytykowała realizm, przeciwstawiając mu za wzór idealizującą powieść dydaktyczną.

## Dzieła
- (1841) Myśli o filozofii (artykuł w Bibliotece Warszawskiej);
- (1843) Myśli o wychowaniu kobiet;
- (1857) Zarysy filozofii katolickiej w czterech poglądach zawarte;
- (1860–1861) Powiastki ludowe, t. I–II;
- (1860) Studia Eleonory Ziemięckiej;
- (1862–1863) Przewodnik filozofii, t. I–II (przekłady z filozofów francuskich);
- (1863) Kurs nauk wyższych dla kobiet;
- (1883) O wychowaniu kobiet (artykuł w Tygodniku Polskim).